# Fauda
Fauda je izraelský televizní seriál, který vypráví příběh Dorona, velitele jednotky Mista'arvim a jeho týmu. Tvůrci seriálu jsou Lior Raz a Avi Issacharoffem, kteří v něm čerpají ze svých zkušeností během působení v Izraelských obranných silách. Seriál měl premiéru 15. února 2015. Distribuci seriálu zajišťují společnosti yes Studios a Netflix. V seriálu hrají známá jména izraelského filmu jako jsou Lior Raz, Netta Garti, Doron Ben-David, Rona-Lee Shim'on, Itzik Cohen, Yaakov Zada Daniel, Idan Amedi, Lucy Ayoub, Inbar Lavi, Amir Boutrous, Loai Nofi. „Fauda“ (فوضى‎) znamená arabsky „chaos“.